# Етолија-Акарнанија (округ)
Округ Етолија-Акарнанија је округ у периферији Западна Грчка и историјској покрајини Средишњој Грчкој у западном делу Грчке. Управно средиште округа је град Мисолонги, док је највећи град Агринио. Важан је и град Нафпактос, некадашњи Лепант.
Округ Етолија-Акарнанија је успостављен 2011. године на месту некадашње префектуре, која је имала исти назив, обухват и границе.

## Природне одлике
Округ Етолија-Акарнанија је по површини највећа у целој Грчкој. То је и разлог великог броја суседних округа. Иако су западна и јужна граница округа ка мору (Јонско море), путем мостова она је ту повезана са окрузима Превеза (северозапад), Лефкада (запад) и Ахаја (југ). На северу се округ Етолија-Акарнанија граничи са окрузима Арта и Кардица, на североистоку са окрузима Евританија и на истоку са окрузима Фтиотида и Фокида.
Највећи део округа Етолија-Акарнанија је планински, поготово источни и северни део. То укључује неколико важних планина у оквиру ланца Пинда — Панетољико (северозапад), Акарнијске планине (североисток), Балтос (североисток), Макринорос (север) и Нафпакти (југоисток).
Морска обала је ка Јонском мору и она је дуга и подељена је неколико делова. Северна обала је део Амбракијског залива, западна обала излази на отворено море, док је на југу обала део Патраског залива. Најважнија река у округу је Ахелос, која се завршава делтом при ушћу на југозападу округа. Друга река по важности је Евинос, која се налази у јужној половини округа. Поред њих постоји још неколико мањих река, а на рекама су честа вештачка језера, изграђена 70-их година. Њихова улога је чување воде, драгоцене Грчкој током сушних лета. Ту је и највеће природно језеро Грчке, Трихонида (Царовица).
Клима у округу Етолија-Акарнанија је у приморским деловима средоземна, у нижим деловима унутрашњости она прелази у измењену варијанту средоземне климе, у планинским крајевима због знатне висине она је континентална, да би на још већим висинама прешла у оштрију планинску.

## Историја
У доба антике ова област је била део подручја старе Грчке. У каснијим епохама долази владавина Римљана, затим Византинаца и на крају Османлија. Иако су месни Грци били веома активни током свих побуна против Турака, ово подручје поново постало део савремене Грчке 1832. г. Други светски рат и Грађански рат у Грчкој су тешко погодили ову област. Округ је протеклих деценија била осавремењен, али то није спречило исељавање становништва из њеног већег дела, поготово из планинског подручја на северу и истоку. Последњих година најважнија месна ствар је изградња савременог аутпута дуж Јонске обале (тзв. Јадранско-Јонска Магистрала).

## Становништво
По последњим проценама из 2005. године округ Етолија-Акарнанија је имао преко 220.000 становника, од чега свега 1/10 живи у седишту округа, граду Мисолунгију.
Етнички састав: Главно становништво округа су Грци, а званично признатих историјских мањина нема. И поред тога у округу живи заједница Рома и мања скупина новијих досељеника.
Густина насељености је око 40 ст./км2, што је двоструко мање од просека Грчке (око 80 ст./км2). Приобални појас је много боље насељен него планинско подручје Пинда на северу и истоку.

## Управна подела и насеља
Округ Етолија-Акарнанија се дели на 7 општина:
1. Агринио
2. Актио–Воница
3. Амфилохија
4. Ксиромеро
5. Мисолонги
6. Нафпаткија
7. Термо

Мисолунги је седиште округа, али је највећи град Агринион. Поре тога, велики град (> 10.000 ст.) у округу је Нафпактос.

## Привреда
Округ Етолија-Акарнанија је већим делом изоловано подручје, па је традиционално везан за поморство, сточарство и шумарство. Занати и индустрија налазе се највише у градовима. Изградња савремених саобраћајница и њихових делова (мост Рио-Атирио) отварају нове могућности развоја.